# Ernst von Sachsen-Meiningen

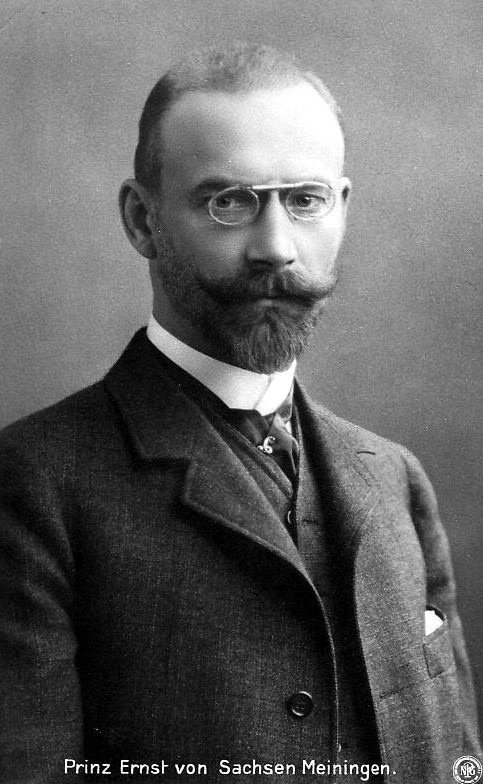
Prinz Ernst von Sachsen-Meiningen

Ernst Bernhard Victor Georg von Sachsen-Meiningen (* 27. September 1859 in Meiningen; † 29. Dezember 1941 im Schloss Altenstein) war ein Prinz von Sachsen-Meiningen, Künstler und Oberst in der preußischen Armee.

## Leben
Ernst war ein Sohn des Herzogs Georg II. von Sachsen-Meiningen (1826–1914) aus dessen zweiter Ehe mit Feodora (1839–1872), Tochter des Fürsten Ernst I. zu Hohenlohe-Langenburg. Damit entstammte er dem Haus Sachsen-Meiningen. Ernst war der zweite in der Thronfolge nach seinem älteren Halbbruder Bernhard III., 1914–1918 letzter Herzog von Sachsen-Meiningen.

### Kindheit, Jugend und Studium
1859 geboren, wurde Ernst zunächst gemeinsam mit seinem jüngeren Bruder Friedrich (1861–1914) in Meiningen, unter anderem von Heinrich von Eggeling, erzogen und gebildet, ehe beide ab 1873 das „Vitzthumsche Institut“ in Dresden und anschließend das Gymnasium in Hildburghausen besuchten, wo sie auch ihre Reifeprüfung ablegten. Im Jahr 1875 interessierte sich die spätere Kaiserin Auguste Viktoria für den Prinzen, doch unterbanden deren Eltern diese Beziehung. Ernst begann 1879 sein Studium in den Rechtswissenschaften in Bonn, ging 1880 an die Universität Straßburg und wechselte 1881 an die Universität Leipzig. Er wurde im Sommersemester 1878 Mitglied im Bonner Kreis. Nach einem längeren Aufenthalt in Frankreich begann er 1882 in Potsdam seinen Militärdienst in der Kavallerie.

### Maler und Prinz
Ab 1884 studierte Ernst noch während der Militärzeit, die er 1885 als Offizier à la Suite beendete, in München Malerei. Ab dieser Zeit begann seine Laufbahn als Künstler, wo er in Meiningen, München, Bremen und in den Niederlanden mit zahlreichen bekannten Künstlern jener Zeit zusammenkam, darunter befanden sich als Lehrer Franz von Lenbach, Adolf von Hildebrand und Arthur Fitger. Bereits 1885 besaß Ernst in München ein eigenes Atelier und 1888 schuf er seine ersten Porträts. Er verkehrte in München in Künstlerkreisen und mit seinem Bruder Bernhard als Schwager von Wilhelm II. in kaiserlichen Kreisen. 1890 unternahm Ernst mit seinem Vater und dessen Frau Helene Reisen nach Griechenland und Konstantinopel.
Am 20. September 1892 heiratete er Katharina Jensen, Tochter des Schriftstellers Wilhelm Jensen und von Georg II. in den Stand einer „Baronin von Saalfeld“ erhoben, und siedelte anschließend mit ihr nach Florenz in die Nähe seines Mentors Adolf von Hildebrandt um. Bis 1914 folgte Ernsts produktivste Schaffensphase als Künstler. Er reiste viel und schuf vielerorts Porträts und Wandgemälde. In dieser Zeit zog die Familie 1898 nach Frankfurt am Main und 1900 nach München um. Gleichzeitig hatte Ernst öfter Repräsentationspflichten für das heimatliche Herzogtum Sachsen-Meiningen zu erfüllen.

### Erster Weltkrieg
Im Ersten Weltkrieg meldete sich Prinz Ernst zum Einsatz an die Front und er rückte als Oberstleutnant am 8. August 1914 mit dem Meininger 2. Thüringischen Infanterie-Regiment Nr. 32 à la suite an die Westfront. 1915 wurde er als Kommandeur des 2. Jäger-Regiments zum Alpenkorps nach Tirol abkommandiert. Inzwischen zum Oberst befördert, wurde sein Regiment Anfang 1916 nach Verdun verlegt. Im August desselben Jahres übernahm er die 43. Infanterie-Brigade und am 1. November 1918 die 22. Infanterie-Brigade. Während des gesamten Krieges ruhte seine künstlerische Tätigkeit fast gänzlich. Prinz Ernst verlor in diesem Krieg seine Söhne Ernst (1915) und Georg (1916). Nachdem sein Bruder Bernhard III. am 10. November 1918 als regierender Herzog abgedankt hatte, unterzeichnete auch Ernst als Thronfolger am 12. November 1918 die vom Meininger Landtag gestellte Verzichtserklärung auf den Thron.

### Späte Jahre
Prinz Ernst siedelte noch 1918 mit seiner Familie aus dem unruhigen München der Räterepublik nach Haubinda in das dortige Landschulheim seines Freundes Hermann Lietz um. Gemeinsam mit Adolf von Hildebrand und dem Architekten Karl Behlert gestaltete er 1920 die Grabanlage für das Herzogspaar Georg II. und Helene Freifrau von Heldburg auf dem Parkfriedhof Meiningen. 1921 bezog er in Haubinda sein eigenes neuerbautes Haus. Zunächst als Zeichenlehrer am Landschulheim tätig, begann er 1922 wieder mit der Malerei. Weiter war er erst vertretungsweise anstelle seines kranken Bruders, nach dessen Tod gänzlich für die Verwaltung und Veräußerung des herzoglichen Besitzes, für Erbangelegenheiten sowie als Repräsentant des Hauses Sachsen-Meiningen zuständig. Ernst starb 1941 auf Schloss Altenstein, welches seine Witwe im Jahr darauf an das Land Thüringen verkaufte.

## Werke

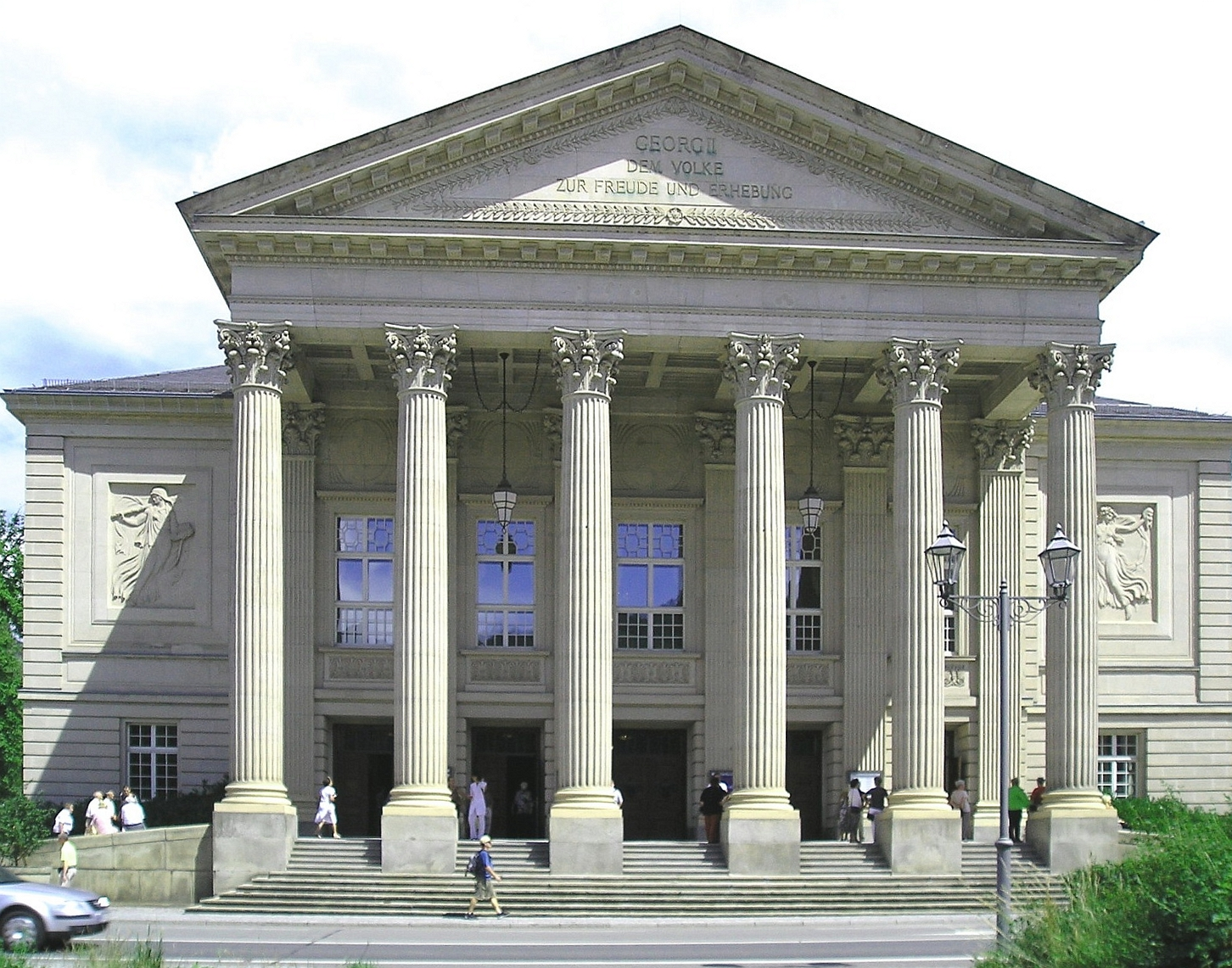
Die beiden von Ernst geschaffenen Reliefs Thalia (rechts) und Melpomene am Meininger Theater

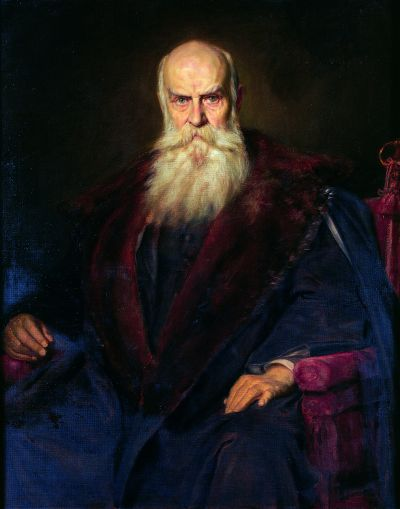
Porträt Georg II. in einem Lehnstuhl sitzend mit einem offenen Pelz (1903)

Prinz Ernst war ein begabter Maler und der Lieblingssohn seines Vaters Georg II., den er oft porträtierte. Er titulierte sich selbst „Prinz und Maler“ und wurde im Allgemeinen „Malerprinz“ genannt.
Ernst schuf unter anderem zwei Wandgemälde (darunter „Amazonen-Schlacht“) in der Villa Carlotta am Comer See und verantwortete die baugebundene künstlerische Gestaltung beim Bau des neuen Meininger Theaters. Seine Haupttätigkeit war aber das Porträtieren von Familienmitgliedern, Künstlern und Industriellen. So entstanden unter anderem die Bilder „Käthe mit den Kleinen“, „Porträt Georg II. in einem Lehnstuhl sitzend mit einem offenen Pelz“ (1903), „Bildnis Frau Professor Hildebrand“ (1905), „Bildnis Bildhauer G. Römer“ (1907) und „Reiterbildnis Kurfürst Johann Friedrich“ (um 1909). Weiter schuf Ernst zahlreiche Gemälde zur Ausstattung der neuen Gebäude der Universität Jena, was ihm den Ehrendoktortitel einbrachte, und nahm Einfluss auf das Design von Industrieprodukten aus dem Meininger Oberland sowie die Gestaltung der herzoglichen Grabanlage in Meiningen.

## Ehrungen und Titel
Ernst war Ehrendoktor der Universität Jena und Oberst der preußischen Armee. Nach ihm ist die Ernststraße im Meininger Stadtteil Ost benannt. Der Bildhauer Erwin Kurz schuf eine Marmorbüste des Prinzen Ernst.

## Familie
Er heiratete morganatisch am 20. September 1892 in München Katharina („Käthe“) Jensen (1874–1945), eine Tochter des Schriftstellers Wilhelm Jensen, die am Tag ihrer Vermählung von Ernsts Vater zur „Freifrau von Saalfeld“ erhoben wurde. Nach dem Tod seines Bruders Bernhard 1928 war er Oberhaupt des ehemals herzoglichen Hauses von Meiningen. Als Oberhaupt des Hauses folgte ihm sein Neffe Georg. Seine sechs Kinder, Freiinnen und Freiherren von Saalfeld, waren von der Erbfolge ausgeschlossen:
- Georg Wilhelm (* 11. Juni 1893; † 29. April 1916), gefallen in La Bassée im Ersten Weltkrieg
- Elisabeth Helene Adelheid Marie (* 2. Februar 1895; † 4. Juni 1934)
- Ernst Friedrich Heinrich Paul (* 4. Juli 1896; † 28. Mai 1915), gefallen in Josefovo, Litauen, im Ersten Weltkrieg
- Ralf Erich (* 28. März 1900; † 22. Juli 1947)
- Sven Hans Heinrich Bernhard (* 18. September 1903; † 13. Dezember 1998)
- Heinrich „Enzio“ (* 17. Juli 1908; † 31. März 1941) starb bei einem Fliegerangriff in England im Zweiten Weltkrieg